# Matej
Matej ist als eine bulgarische, kroatische, obersorbische, slowakische, slowenische und mazedonische Form des Namens Matthias ein slawischer männlicher Vorname. Insbesondere kroatische Verkleinerungsformen von Matej sind Mato und Matko. Die tschechische Form des Namens ist Matěj.

## Namensträger

### Form Matej
- Matej Bel (1684–1749), slowakischer Historiker, Theologe und Pädagoge
- Matej Dobovšek (* 1990), slowenischer Skispringer
- Matej Gnezda (* 1979), slowenischer Radrennfahrer
- Matej Jovan (* 1970), slowenischer Skirennläufer
- Matej Juhart (* 1976), deutsch-kroatischer Bobsportler
- Matej Jurčo (* 1984), slowakischer Radrennfahrer
- Matej Kazár (* 1983), slowakischer Biathlet
- Matej Krajčík (* 1978), slowakischer Fußballspieler
- Matej Mamić (* 1975), kroatischer Basketballspieler und -trainer
- Matej Marin (1980–2021), slowenischer Radrennfahrer
- Matej Mavrič (* 1979), slowenischer Fußballspieler
- Matej Miljatovič (* 1979), slowenischer Fußballspieler
- Matej Mugerli (* 1981), slowenischer Radrennfahrer
- Matej Stare (* 1978), slowenischer Radrennfahrer
- Matej Uram (* 1983), slowakischer Skispringer
- Matej Vyšňa (* 1988), slowakischer Straßenradrennfahrer

### Form Matěj
- Matěj z Knína († 1410), tschechischer Vertreter der Hussiten
- Matěj Pavlík (1879–1942), tschechischer orthodoxer Bischof
- Matěj Václav Šteyer (1630–1692), tschechischer Jesuitenpater, Übersetzer und religiöser Schriftsteller
- Matěj Švancer (* 2004), tschechisch-österreichischer Freestyle-Skier
- Matěj Vydra (* 1992), tschechischer Fußballspieler

### Familienname
- Josef Matěj (1922–1992), tschechischer Posaunist und Komponist

## Weiteres
- Matej-Bel-Universität Banská Bystrica, Universität in Banská Bystrica, Slowakei